# Vlag van Casanare

Vlag van Casanare

De vlag van Casanare wordt diagonaal in tweeën gedeeld, waardoor er twee driehoeken ontstaan: een groene (links) en een rode. In het midden van de vlag staat een achtpuntige zon.
Het rood in de vlag staat voor het bloed van de helden en het groen symboliseert de natuurlijke weelde van Casanare. De acht punten van de zon staan voor de acht letters die de naam van het departement vormen.